# Зосін (Опольський повіт)
Зосін (пол. Zosin) — село в Польщі, у гміні Ополе-Любельське Опольського повіту Люблінського воєводства.
Населення — 166 осіб (2011).
У 1975-1998 роках село належало до Люблінського воєводства.

## Демографія
Демографічна структура станом на 31 березня 2011 року:
|          | Загалом | Допрацездатний вік | Працездатний вік | Постпрацездатний вік |
| -------- | ------- | ------------------ | ---------------- | -------------------- |
| Чоловіки | 86      | 20                 | 55               | 11                   |
| Жінки    | 80      | 17                 | 39               | 24                   |
| Разом    | 166     | 37                 | 94               | 35                   |